# Gilles Laplagne
Gilles Laplagne est un dessinateur de bande dessinée français, né en 1965, spécialisé dans les bandes dessinées d'aviation.

## Biographie
Gilles Laplagne est originaire de Bellac. Dessinateur réaliste, il mène une carrière discrète même si le Populaire du Centre décrit son dessin comme « particulièrement soigné ». Il a fait des études en histoire de l'art au lycée à Limoges ; avec des amis, il lance le fanzine Contre jour puis fonde en 1990 une petite maison d'édition associative. Il rencontre le scénariste lyonnais J. Aiffvé puis Alexandre Paringaux, « un photographe et éditeur spécialisé dans l'aviation militaire » : Zéphyr Éditions BD. Ensemble, ils publient à partir de 2001 la série La stratégie des Sentinelles. En 2007 survient la reprise du scénario par Frédéric Zumbiehl et la série devient Réseau Sentinelles. Chaque album se vend à 5 000 exemplaires. En 2009, à la demande de Zéphyr, les deux artistes entreprennent la série Unité Félin.
En parallèle à ses activités de dessinateur (quarante heures par semaine), il travaille depuis 1984 à La Poste, d'abord à Paris, puis à Roussac et enfin à Bellac.

### Vie personnelle
En 2003, Laplagne est marié et a des enfants.

## Œuvre

### Albums
- Julie, Mad Moselle, 1990  (ISBN 2-9504916-0-X)
- Réseau sentinelles, scénario de Frédéric Zumbiehl, Zéphyr Éditions

1. Premiers signes, 2006  (ISBN 2-9520681-8-6)
2. Confrontation, 2007  (ISBN 978-2-9527871-1-6)

- La Stratégie des sentinelles, scénario de J. Aiffvé, Zéphyr Éditions

1. La Prophétie, 2001  (ISBN 2-9510485-7-2)
2. Le Message, 2002  (ISBN 2-914203-41-1)
3. L'impossible Secret, 2003  (ISBN 2-9520681-2-7)
4. Le Testament, 2004  (ISBN 2-9520681-3-5)
5. Objectif Tassili, 2005  (ISBN 2-9520681-4-3)

- Unité Félin, scénario de Frédéric Zumbiehl, Zéphyr Éditions

1. Opération Minotaure, 2009  (ISBN 978-2-9527871-4-7)
2. En territoire ennemi, 2010  (ISBN 978-2-361-18009-6)
3. Ultimatum nucléaire, 2012  (ISBN 978-2-361-18038-6)
4. Piège en Mer rouge, 2012  (ISBN 978-2-361-18063-8)